# From the Very Depths
| Оценки критиков | Оценки критиков |
| Источник        | Оценка          |
| --------------- | --------------- |
| Blabbermouth    | 8/10            |
| MetalSucks      | [ 2 ]           |

From the Very Depths — четырнадцатый студийный альбом английской треш-метал группы Venom. Он был выпущен на Spinefarm 25 января 2015 года.

## Список песен
| №                   | Название                     | Длительность |
| ------------------- | ---------------------------- | ------------ |
| 1.                  | «Eruptus»                    | 1:01         |
| 2.                  | «From the Very Depths»       | 3:54         |
| 3.                  | «The Death of Rock 'N' Roll» | 3:09         |
| 4.                  | «Smoke»                      | 5:01         |
| 5.                  | «Temptation»                 | 3:52         |
| 6.                  | «Long Haired Punks»          | 4:02         |
| 7.                  | «Stigmata Satanas»           | 3:26         |
| 8.                  | «Crucified»                  | 4:06         |
| 9.                  | «Evil Law»                   | 5:03         |
| 10.                 | «Grinding Teeth»             | 4:11         |
| 11.                 | «Ouverture»                  | 1:16         |
| 12.                 | «Mephistopheles»             | 4:06         |
| 13.                 | «Wings of Valkyrie»          | 4:00         |
| 14.                 | «Rise»                       | 4:34         |
| Общая длительность: | Общая длительность:          | 51:41        |

## Состав
- Кронос — вокал, бас-гитара
- Ла-раж — гитара, бэк-вокал
- Данте — барабаны, бэк-вокал